# Reckrodt

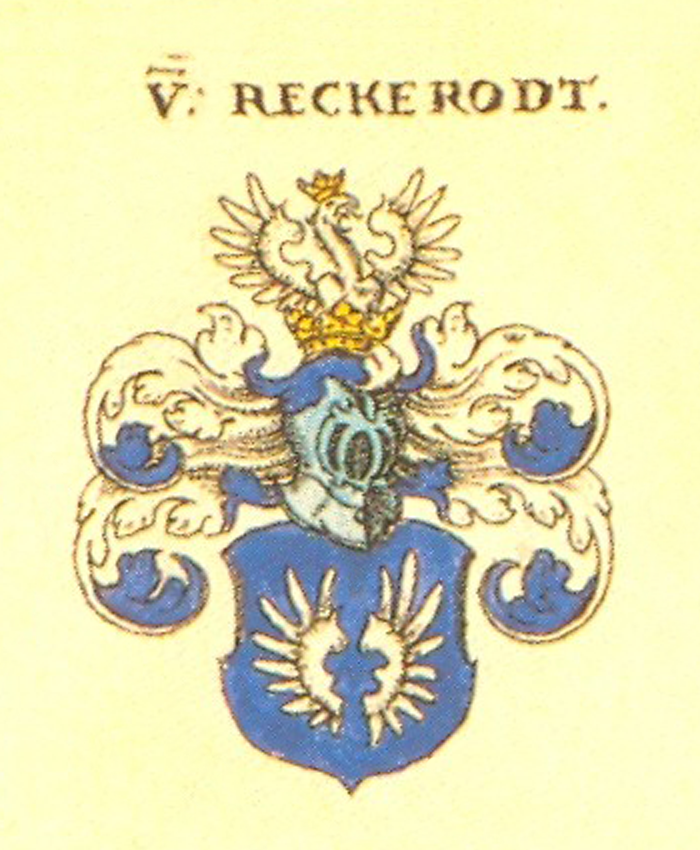
Wappen der Reckrodt (Reckerodt)

Die von Reckrodt und die Freiherrn von Reckrodt (in Viernau) waren eine hessisch-thüringische Adelsfamilie.

## Herkunft
Der Name Reckrodt (auch in der Schreibung Reckerodt, Rekerod, Regkerodt, Reckrode, de Reycherode, Recherod, Reckenrodt, Reckenroth, Reckroth) leitet sich von einem Ortsnamen ab, der 1337 mit Reystras bzw. Reystrade bezeichnet wurde und bei Schwebda nahe Eschwege an der Werra lag. Der Ort Reystrade wird in Landaus "Wüste Ortschaften" erwähnt und war auf dem Gebiet der ersten Siedlungsperiode im Tal der Werra bei der Maßholder Quelle bei Schwebda gelegen. Die erste Siedlungsperiode dieses Ortes liegt vor 531 n. Chr., da dort Brandgräber gefunden wurden. Im 15. Jahrhundert entstand oberhalb davon durch Rodung das – neue – Rexraide. Diese Stelle hieß in alten Flurkarten auch "das Rexeroth", später "Auf dem Rexerode". Unweit von Schwebda, in Grebendorf, gibt es einen weiteren Flurnamen "Rex-Rod" (auch "das rexrots"). Nach Prof. Jürgen Udolph besteht der Name Reckrodt aus dem Grundwort -rode und dem Personennamen Rik und bedeutet Rodung des Rik bzw. des Rekja. Eine andere Namenserläuterung, für die es aber keine Belege gibt, lautet: Rodung des Recco.

## Verbreitung
Der Name Reckrodt fand erste Erwähnung im Jahre 1253, als ein miles Theodoricus de Recherod in einer Urkunde als Zeuge erwähnt wird. Die von Reckrodt waren Gutsbesitzer, Lehnsleute und Burgmänner und waren sehr zahlreich im Thüringischen und Hessischen vertreten. Einige der von Reckrodt mussten 1520 aus finanziellen Gründen viele ihrer Güter veräußern bzw. in lehnsherrliche Verwaltung zurückgeben.
Von 1600 bis 1700 zählte ein Familienzweig zum Stadtadel von Sonneberg.
Andere Familienmitglieder erscheinen in Schultheißenabrechnungen der Stadt Eschwege/Werra auch als Auswärtige und Ratsmitglieder: 1479 wird Hermann, der von 1504 bis 1508 als Assessor am Hofgericht zu Marburg und von 1506 bis 1514 Oberamtmann der Niedergrafschaft Katzenellenbogen war, als Auswärtiger genannt.
Die Adelssippe gehörte zum Ritterkanton Rhön-Werra (Fränkischer Ritterkreis). Verwandtschaftliche Beziehungen bestanden im Laufe der Jahrhunderte mit vielen Adelsgeschlechtern im Großraum um Eisenach, so mit den Baumbach, Bischoffshausen (Altenstein), Boyneburg, Butlar gen. Treusch, Creutzberg, Herda, Heringen, Hagen-Deuna, Rumrodt, Schachten, Riedesel, Spessart, Trott zu Solz, Urna und Waldenstein.

## Personen und Bedeutung
Die erste bekannte Belehnung erfolgte mit der Burg Fürsteneck im Jahre 1332 an Bertold von Reckerode. Von 1371 bis 1373 waren die Brüder und Vettern Apel, Hermann, Tolder und Hans ritterliche Junker am Hof des Landgrafen von Hessen als dessen Kampfgefährten in der Fehde gegen den Sternerbund aktiv. Nach Spangenbergs "Hennebergischen Chronica" wurden diese ritterlichen Junker 1370 zu den berühmtesten Kriegshelden gerechnet, welche dem bekannten Sternerbund, „darinnen 2000 vom Adel gewesen, gegen den Landgrafen v. Hessen großen Abbruch getan haben sollen. ... Sie sind auch anno 1376 dabei gewesen, als die Sterner bei Herschfeld (Hersfeld) erlagt worden und dieselben mit klopfen helfen und den Raub, den die um Rotenburg geholet, wieder abgejagt, deren auch nicht wenige zum Teil erschlagen, zum Teil gefangen.“ Das Heer des Sternerbundes wurde bei Wetzlar am 13. Februar 1373 vernichtend geschlagen, ein Teil ihrer Führer wurde in Wetzlar enthauptet.
Die um 1200 erbaute Brandenburg bei Lauchröden, 1306 von der Stadt Erfurt erworben zum Schutz der Handelsstraße Frankfurt/Main-Eisenach-Leipzig-Breslau, wurde von 1411 bis 1702 Mittelpunkt eines Zweigs der Familie.
Um 1500 wurde Georg II. von Reckrodt auf der Brandenburg geboren. 1526 tat er sich bei einem Turnier in Torgau beim Gesellenstechen hervor. Später wird er als Obrist über einige Regimenter Fußknechte im Dienst des französischen Königs Franz I. erwähnt. Im Schmalkaldischen Krieg 1546 führte er die deutschen Regimenter, die er in Frankreich als Obrist befehligt hatte, dem Landgrafen Philipp I. von Hessen zu, befehligte des Landgrafen Reiterei, zog 1547 mit dem Kurfürsten von Sachsen gegen Leipzig, das er wochenlang belagerte und beschoss. Die Soldaten des Herzogs Moritz sollen gesungen haben: "Es hat nicht Noth, (ein gut Herz sollt ihr fassen), der Churfürst und George Reckrodt, muß uns die Stadt wohl lassen." Anschließend überfiel er zusammen mit dem Kurfürsten bei Rochlitz den Markgrafen Albrecht von Brandenburg. Nach der Schlacht am Mühlberg wurde er mit der Reichsacht belegt und ein Kopfgeld von 4000 fl. wurde auf ihn ausgesetzt. Der französische König Heinrich II. nahm ihn auf und setzte ihn als Kommandeur zweier deutscher Regimenter ein. 1546 versuchte Reckrodt trotz der Reichsacht, in Frankfurt am Main Fußtruppen anzuwerben, was der Stadt Frankfurt eine Strafe von 100.000 fl. und den Verlust von 12 Geschützen "wegen rebellischen Ungehorsams gegenüber kaiserlichen Mandaten" einbrachte. 1557 führte Reckrodt neue deutsche Regimenter im Dienste Frankreichs gegen Spanien und nahm 1558 im Krieg Frankreichs gegen England an der Rückeroberung von Calais teil. Die Reichsacht wurde mit dem Tod Karls V. 1558 aufgehoben. Reckrodt starb auf seinem Schloss Herleshausen am 15. November 1559. Seine Frau wird als Luuschen von Creutzburg bezeichnet.
Nach seinem Testament von 1558 waren Erben die Kinder seiner Schwester Christine aus deren Ehen mit Tilo von Falkenberg und Christoph von Herda. Ihnen vermachte er die in Frankreich gelegenen Herrschaften Tramlury/Tramblevi und Wildebrost, die er vom König von Frankreich als Pfand für 10.000 Kr. erhalten hatte und woran er 5.000 Kr. verbaute, und das in derselben Herrschaft an der oberen Schelde gelegene und von ihm für 3.000 Kr. angekaufte Gut Cambai (Frankreich). Reckrodt hatte Tremblevif von Franz I. zunächst als Geschenk auf 10 Jahre erhalten, Heinrich II. wandelte es im Januar 1548 in ein ewiges Geschenk mit Rückkaufsrecht um. In der Zimmerischen Chronik, Band 3, S. 348 heißt es zu Tramblevi: „...der König hat im gleichwol die Herrschaft Tramblevi eingeben, wiewol keiner nie, der das ingehapt, letslich wol geendet.“
1519 erscheint Caspar von Reckrodt – wohl im Auftrag des Grafen Wilhelm von Henneberg – mit zwei Pferden in der Schlacht am Mühlberg (28. Juni 1519) zwischen dem Herzog von Braunschweig, dem Schwager des Grafen von Henneberg, einerseits und dem Herzog von Lüneburg und dem Bischof von Hildesheim andererseits.
1521 befand sich Rabe von Reckrodt im Gefolge des Landgrafen Philipp I. von Hessen auf dem Wormser Reichstag zusammen mit seinem Schwager, dem hessischen Rat Hund von Falkenstein.
1525 musste Werner von Reckrodt, der das Amt Salzungen innehatte, im Bauernkrieg den Forderungen der belagernden Bauern nachgeben.
1532 wurde Christoph von Reckrodt Statthalter und 1562 Bailiv des Deutschen Ordens für Thüringen in Mühlhausen.
1666 werden Adam Melchior und Heinrich Wilhelm von Reckrodt auf Salzungen und Gerthausen in der Personenmatrikel des Ritterkantons Rhön-Werra aufgeführt. 1702 erlosch der Familienzweig derer von Reckrodt auf Brandenburg mit dem Tod Adam Ludwigs von Reckrodt.
1775 war Karl-Friedrich von Reckrodt Leutnant im Zwingen-Regiment "Prinz Ludwig Ernst", 4. Escadron des Brunswick Korps unter Führung des Barons Riedesel, und hatte mit 32 Pferden auf dem Schiff Martha nach Nordamerika übergesetzt.
1792 bis 1805 war Johann Ludwig von Reckrodt Stadtkommandant von Salzungen.
1796 bis 1807 war Ludwig Friedrich von Reckrodt Offizier der stehenden Truppe in Meiningen (Sachsen-Coburg-Meiningen) und im Bundeskontingent; er starb 1826 im aufgelassenen Kloster Maria Bildhausen.
Mit Heinrich von Reckrodt, Kammerherr und Hauptmann am Hof Sachsen-Meiningen, starb das Geschlecht im Jahre 1862 aus.

## Grabmal
Das Grabdenkmal von Georg II. von Reckrodt befindet sich in der Burgkirche zu Herleshausen/Werra.
Die Gedenktafel für Adam Ludwig von Reckrodt befindet sich in der Martinskirche von Lauchröden. Sie trägt die Aufschrift: „Dominium in Brandenburg, Lauchröden, Unterellen, Warth, Spirau, Neuenhof, Salmanshausen, Elxleben - Sohn des Adolph Heinrich v. Rekrod und Martina Christina geb. de Hagen.“

## Wappen

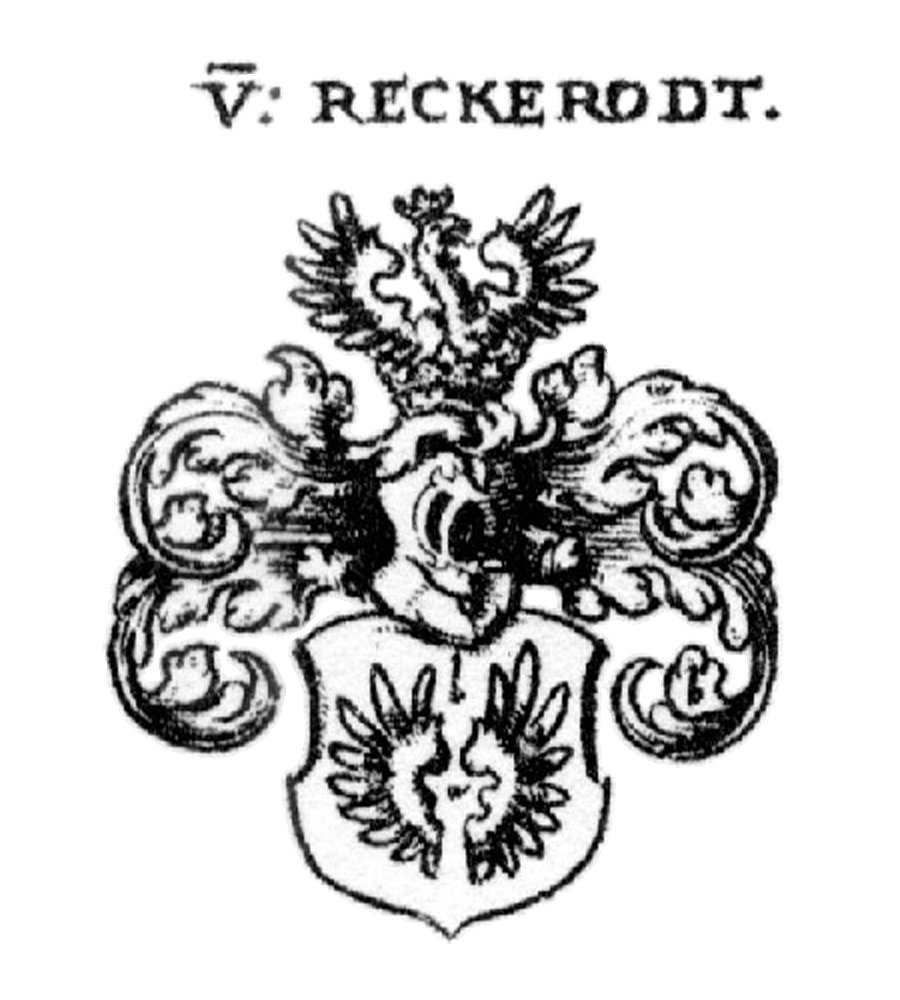
Wappen der Reckrodt (Reckerodt)

Das Wappen derer von Reckrodt zeigt einen in Blau und Silber gespaltenen oder ablang geteilten Schild, auf dem zwei abgewendete oder abgesonderte Adlerflügel in verwechselter Farbe sich befinden. Auf dem stahlfarbigen Turnierhelm, aus goldener Krone emporwachsend, erhebt sich ein silberner Adler, goldgekrönt. Die Helmdecken sind in Blau und Silber gehalten. Dieses Wappen wurde sowohl in der Adelsfamilie als auch in der bürgerlichen Linie geführt.
Ein abgewandeltes Wappen führte die Familie von Reckrodt zu Bildhausen: Im blauen Schild die beiden Adlerflügel, sonst gleich wie obiges. (Wappenbild in: Wappenbuch des Gesamten Adels des Königreichs Bayern, 1825, Kupferstich)